# Sandy Allen
Sandra Elaine "Sandy" Allen, née le 18 juin 1955 à Chicago (Illinois) et morte le 13 août 2008 à Shelbyville (Indiana), était une Américaine connue pour être la plus grande femme selon le Livre Guinness des records,. Elle mesurait 2 mètres 31 cm.

## Biographie
Sandy Allen a écrit un livre intitulé Cast a Giant Shadow et son nom se trouve dans le Livre Guinness des records depuis 1976. Même si, au fil des ans, d'autres femmes ont repris le titre, Allen l'a détenu pendant les seize dernières années de sa vie. Sa taille anormale était due à une tumeur de l'hypophyse qui a provoqué la libération d'hormones de croissance de façon incontrôlable. À l'âge de vingt-deux ans, elle a subi une opération chirurgicale à cause de cette affection. Faute de cette procédure, Allen aurait continué à grandir et à subir d'autres problèmes médicaux associés au gigantisme.
Elle est apparue dans le film italien Le Casanova de Fellini, qui a remporté l'Oscar des meilleurs costumes, dans un téléfilm, Side Show, et dans un documentaire américano-canadien intitulé Être différent (Being Different). Le groupe néo-zélandais Split Enz a écrit une chanson sur elle, Bonjour Sandy Allen (Hello Sandy Allen en anglais), et publiée sur leur album de 1982, Time and Tide. Allen ne s'est jamais mariée et il ne semble pas qu'elle ait jamais eu de relation amoureuse conséquente.
Quelques années plus tard, Sandy Allen a utilisé un fauteuil roulant parce que ses jambes et son dos ne pouvaient plus soutenir sa grande taille en station debout. Elle fut ensuite clouée au lit à cause de la maladie, provoquant l'atrophie des muscles. À cause de cela, elle a passé les dernières années de sa vie à Shelbyville, dans l'Indiana, dans la même maison de retraite qu'Edna Parker, la détentrice du record de la femme la plus âgée à l'époque, qui a survécu à Sandy de quelques mois.
L'"Indianapolis Star" a rapporté que l'amie de Sandy Allen, Linda Fox, a dit qu'elle souffrait des reins et d'infections du sang ; Sandy est décédée le 13 août 2008. Depuis, une bourse d'études porte son nom au lycée de Shelbyville.